# Tayasal

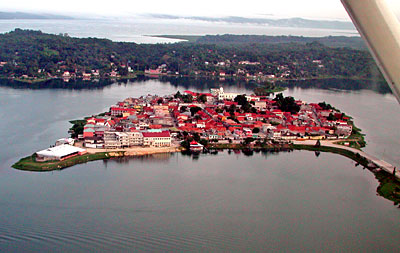
Vue aérienne de Flores, ville guatémaltèque construite sur les ruines de la capitale itzá Tayasal.

Tayasal (ou Tayazal) désigne à la fois un site maya étudié archéologiquement situé sur la rive du lac Peten Itza et une entité historique rattachée au peuple précolombien itzá de l'époque postclassique situé dans les Basses-terres mayas du sud, aux alentours du lac Petén Itzá qui est actuellement occupé par la ville guatémaltèque de Flores : îlot considéré comme correspondant à la Tayasal historique.
Tayasal fut la capitale des Itzá, depuis sa fondation vers 1221 jusqu'à sa destruction en 1697, sous le nom de « Noh Petén » (qui signifie « Grande île ») ou « Tah Itzá » (« Lieu des Itzá »), qui est probablement à l'origine du nom hispanisé Tayasal.
Bien que dès 1525 Hernán Cortés ait visité cette région, les Espagnols ne parvinrent à en prendre le contrôle qu'en 1697, soit plus de 170 ans après la chute des premiers royaumes mayas dans les Hautes-terres de l'actuel Guatemala. Le fait que Tayasal fut donc, avec Zacpeten et quelques autres cités de la région du lac Petén Itzá comme Quexil et Yalain, un des derniers États indépendants mayas à être soumis par les Espagnols, s'explique notamment en raison de l'isolement géographique de la région du Petén, au milieu de la forêt tropicale du Yucatan. Les Itzás de Tayasal repoussèrent donc facilement les expéditions espagnoles de 1622-1624 avant de céder face à un effort plus soutenu entre 1685 et 1697.
La cité a ensuite été presque complètement détruite et reconstruite par les colons espagnols, qui ont renommé le site Flores (actuelle capitale du département du Petén, au Guatemala).
Le site archéologique de Tayasal est un site majeur parmi des centaines d'autres sites archéologiques mayas actuellement étudiés.